# Courtemaux
Courtemaux – miejscowość i gmina we Francji, w Regionie Centralnym, w departamencie Loiret.
Według danych na rok 1990 gminę zamieszkiwało 215 osób, a gęstość zaludnienia wynosiła 18 osób/km² (wśród 1842 gmin Regionu Centralnego Courtemaux plasuje się na 924. miejscu pod względem liczby ludności, natomiast pod względem powierzchni na miejscu 1047.).